# Sherpa (association)
Pour les articles homonymes, voir Sherpa (homonymie).
Sherpa est une organisation à but non lucratif créée en 2001 dont l'objet est de protéger et défendre les populations victimes de crimes économiques. Sherpa rassemble des juristes et des avocats venus de divers horizons et travaille avec de nombreuses organisations de la société civile à travers le monde.
Sherpa a été fondé par William Bourdon, président de l'association jusqu'en 2017, qui a passé la main à Franceline Lepany en 2018.

## Actions
Sherpa utilise le droit pour lutter contre l’impunité des acteurs économiques en matière de violations des droits humains et d’atteintes à l’environnement. L’association lutte contre les crimes économiques pour défendre les victimes de la mondialisation.
L’association initie depuis 20 ans des contentieux stratégiques, des batailles juridiques contre des multinationales, et développe également des activités de recherche juridique, des activités qui lui permettent de mettre en œuvre et de développer son plaidoyer.
Sherpa mène des activités de renforcement des capacités, comme le projet « Développer les capacités de la société civile au Bénin, au Togo et au Sénégal pour faire respecter par les entreprises les droits humains et le droit de l’environnement », en partenariat avec RSE-et-PED France, RSE Bénin, RSE-et-PED Togo et La Lumière, et avec le co-financement de l’Agence Française de Développement.

## Flux financiers illicites et développement

### Corruption

#### Sarkozy, Kadhafi et autres
Depuis 2011, Sherpa, dénonce les relations commerciales entretenues par la France avec le régime libyen mené par Kadhafi. Sherpa, avec Transparency International, a déposé en février 2011, une plainte contre plusieurs membres de la famille Kadhafi concernant la légalité de leur patrimoine localisé en France. En septembre 2011, Sherpa a également déposé une plainte contre la société Amesys pour vente illégale de matériel de surveillance au gouvernement libyen. À la suite des révélations de Mediapart dans l’Affaire Sarkozy-Kadhafi, une information judiciaire est ouverte en avril 2013 au titre de corruption, abus de biens sociaux, faux et usage de faux, blanchiment et recel. En juin 2013, Sherpa se constitue partie civile. En juin 2020, la Cour d’Appel de Paris affirme la recevabilité de Sherpa, confirmée par la Cour de cassation en décembre 2021. Sherpa a également dénoncé la Convention Judiciaire d’Intérêt Public conclue entre le Parquet National Financier et Airbus, faisant suite à des faits de corruption révélés lors de l’enquête.

#### Dassault - vente des rafales
Après deux saisines du Parquet national financier, un signalement en octobre 2018 classé sans suite, puis une plainte en mai 2019, Sherpa a déposé une plainte avec constitution de partie civile contre X en avril 2021 pour que soit ouverte une information judiciaire sur le dossier de la vente de 36 avions de combat par Dassault Aviation à l’Inde, en 2016. Une information judiciaire a été ouverte en juillet 2021

#### Vinci Russie
En juin 2013, Russie-Libertés, Sherpa, CEE Bankwatch Network, MOBO Princip et des écologistes russes, dont Evguenia Tchirikova, déposent plainte auprès du parquet de Nanterre contre Vinci Concessions Russie et contre X sur des soupçons de corruption dans le cadre de la passation d'un marché public pour la construction et la concession d'exploitation de l'autoroute Moscou-Saint-Pétersbourg,. La plainte est appuyée par des éléments collectés avec l'aide de journalistes russes. Les demandeurs mettent en cause les conditions de l'appel d'offres, l'implication de hauts fonctionnaires et de l'oligarque Arkadi Rotenberg, ainsi que des ramifications financières aboutissant à Chypre, pays considéré comme un paradis fiscal.

### Biens mal acquis

#### Rappel des faits
Tout a commencé en 2007 avec la publication du rapport du Comité catholique contre la faim et pour le développement (CCFD-Terre Solidaire)  « Biens Mal Acquis profitent trop souvent : la fortune des dictateurs et les complaisances occidentales ». Les auteurs y passent en revue les avoirs détournés de plus de 30 dirigeants de pays en développement, autant d’argent qui ne sera pas investi dans la santé, l’éducation, l’agriculture…
À la suite de ce rapport, Sherpa a conduit sa propre étude afin d’explorer les voies judiciaires qui pourraient être utilisées pour appréhender de tels avoirs lorsqu’ils sont localisés sur le sol français, et à terme les restituer aux nations spoliées.

#### Loi sur la restitution des avoirs
Dans le prolongement du combat contre les biens mal acquis, Sherpa s’est engagée sur la question de la restitution des avoirs détournés aux populations spoliées. Sherpa a soutenu le mécanisme, adopté en juillet 2021, de restitution des biens mal acquis. Sherpa souligne la responsabilité de la France dans la mise en œuvre de cette loi.

#### Biens Mal Acquis Guinée Equatoriale – Gabon – Congo
En mars 2007, Sherpa, l'association Survie et la Fédération des Congolais de la Diaspora portent plainte pour « recel de détournement de fonds publics et complicité » auprès du Tribunal de grande instance de Paris contre 5 chefs d’État dont Teodoro Nguema Obiang Mangué, Denis Sassou Nguesso, et Omar Bongo.
Dans l’affaire Denis Sassou Nguesso, l’enquête dirigée par la justice met en lumière un système de gestion opaque de l’exploitation du pétrole. Dans l’affaire Omar Bongo, plusieurs perquisitions ont eu lieu et plusieurs membres de la famille Bongo ont été mis en examen en 2022.
Dans l’affaire contre Teodoro Nguema Obiang Mangué dit « Teodorin », après plusieurs classements sans suite, Sherpa et Transparency International France se constituent partie civile et portent de nouveau plainte en 2011. En septembre 2011, à une semaine d’intervalle, les deux juges d’instruction ordonnent la perquisition de l’hôtel particulier de Teodoro Nguema Obiang Mangué, d’un luxe indécent, situé au 42 avenue Foch, et la saisie de 11 voitures de collection lui appartenant. Le 12 juillet 2012, les juges d'instruction chargés de l'enquête requièrent un mandat d’arrêt international contre Teodoro Nguema Obiang après le refus de ce dernier de se présenter à la convocation des juges. Pour Maud Perdriel-Vaissière, directrice de Sherpa, cette décision prouve "[le] sérieux des allégations émises par Sherpa dès l'origine [...] et montre que personne ne devrait se croire au-dessus des lois : dorénavant, immunité n'est plus forcément synonyme d'impunité".
Le 19 mars 2014, les juges d'instruction du Tribunal de Grande Instance de Paris décident d'une mise examen de Teodorin Nguema Obiang pour blanchiment. Teodorin Obiang a été définitivement condamné par la justice française le 28 juillet 2021 pour s’être constitué frauduleusement un patrimoine luxueux.

#### Biens Mal Acquis Syrie
En juillet 2011, Sherpa et Transparency International France ont déposé une plainte ciblant les biens détenus en France, entre autres, par Rifaat al-Assad, oncle de Bachar al-Assad. La plainte est tout d’abord classée sans suite. Deux nouvelles plaintes des deux ONG, avec constitution de partie civile, sont déposées en septembre 2013 et avril 2014 contre Rifaat al-Assad pour recel et détournement de fonds publics, corruption et blanchiment. Rifaat al-Assad est mis en examen en juin 2016.
À la suite du procès en décembre 2019, Rifaat al-Assad a été condamné à 4 ans de prison ferme par le Tribunal judiciaire de Paris, entre autres pour blanchiment et détournement de fonds. La condamnation a été confirmée par la Cour d’Appel de Paris en juin 2020, puis de nouveau par la Cour de cassation le 7 septembre 2022.

### Paradis Fiscaux et Blanchiment

#### Biens Mal Acquis Liban
En avril 2021, Sherpa et le Collectif des victimes de pratiques frauduleuses et criminelles au Liban ont déposé une plainte contre X pour des faits de blanchiment en lien avec l’externalisation de capitaux considérables et les conditions suspectes dans lesquelles ont été acquis par des responsables libanais privés ou publics, ces dernières années, sur le territoire français, des biens immobiliers parfois très luxueux. Une enquête a été ouverte par le Parquet National Financier en juin 2021, elle vise notamment Riad Salamé, gouverneur de la banque du Liban. Le 22 décembre 2021, une plainte similaire est également déposée auprès du parquet du Luxembourg qui ouvre une enquête à son tour, l’affaire impliquant des montages complexes via des entités constituées dans le pays. En janvier 2022, une information judiciaire était ouverte permettant au juge d’instruction de faire la lumière sur l’origine des fonds des patrimoines, sur le territoire français, d’officiels libanais parmi lesquels l’actuel gouverneur de la Banque du Liban. En 2024, l'association depose plainte auprès du Parquet national financier contre le premier ministre démissionnaire libanais, Najib Mikati, son frère Taha et plusieurs de leurs proches pour blanchiment, recel et association de malfaiteurs en bande organisée.

#### BNP Paribas, Société Générale, Natixis, CIC, Rivage Investment, Malte
En octobre 2017, alors qu’elle enquêtait sur un scandale de corruption, la journaliste maltaise Daphne Caruana Galizia est assassinée. L’enquête de la police maltaise révèle que Yorgen Fenech, directeur et actionnaire de la société Electrogas, aurait été l’un des commanditaires de son assassinat. Il est également mis en cause pour des faits de corruption. En septembre 2020, Sherpa et la Daphne Caruana Galizia Foudation demandent au Parquet National Financier l’ouverture d’enquête contre BNP Paribas, Société Générale, Natixis, CIC et Rivage Investment, au sujet d’une opération de prêt à Electrogas,.

## Protection du Débat Public

### Protection des lanceurs d’alerte et lutte contre les poursuites-bâillon
Sherpa a co-fondé en 2018 avec d’autres organisations la Maison des Lanceurs d’Alerte (MLA)  qui accompagne les lanceurs d’alerte au quotidien, et mène des actions de sensibilisation et de mobilisation des décideurs politiques et de l’opinion publique.
Sherpa est également engagée contre les poursuites-bâillons, des poursuites judiciaires engagées contre des défenseurs des droits dans le but de les censurer. Elle a rejoint la Coalition européenne de lutte contre les procédures bâillons (Coalition Against SLAPPs in Europe - CASE), crée en 2021 en réaction à l’assassinat de Daphne Caruana Galizia. Cette coalition regroupe plus de 30 associations et appelle notamment les institutions européennes à adopter une directive contre les poursuites-bâillons.

### Opacité des multinationales et secret des affaires
Sherpa dénonce le recours au secret des affaires ou encore l’opacité en matière fiscale et se mobilise notamment en 2018 aux côtés de nombreux journalistes et organisations contre la transposition de la directive relative au secret des affaires.
En 2019, alors que Sherpa préparait une étude sur les liens entre multinationales et minerais, l’association demande à la Direction générale de l’aménagement, du logement et de la nature du ministère de la Transition écologique et solidaire, la liste des entreprises soumises au règlement européen fixant certaines obligations pour les importateurs de minerais provenant de zones de conflits. Après un refus du ministère invoquant le secret des affaires et le secret des douanes, et un avis favorable à l’association de la Commission d’Accès aux Documents Administratifs, Sherpa a déposé un recours devant le tribunal administratif de Paris pour imposer à l’administration la communication de la liste des sociétés. En novembre 2022, le Tribunal tranche en faveur de Sherpa, considérant que les informations demandées n’étaient couvertes ni par le secret des affaires, ni par le secret des douanes.

### Actions des associations
Sherpa s’emploie à identifier et combattre les menaces pesant sur les associations et critique notamment les limites à leur action sur le terrain judiciaire. Depuis mars 2019, elle dénonce régulièrement les difficultés rencontrées par les associations pour obtenir les agréments leur permettant d’agir en justice,.

## Multinationales, droits humains et environnement

### La responsabilité civile des entreprises

#### Le devoir de vigilance
Sherpa a contribué à la réflexion autour de l’adoption de la Loi de 2017 relative au devoir de vigilance des sociétés mères et entreprises donneuses d'ordre,. À la suite de l’adoption de la loi, Sherpa et le CCFD Terre Solidaire publie le Radar du devoir de vigilance.
Depuis l’adoption de la loi, Sherpa est engagé dans les discussions sur le devoir de vigilance européen.

#### Casino / Yves Rocher / Téléperformance
En 2019, au vu des conclusions d'un rapport d’UNI Global Union, Sherpa et la fédération syndicale ont mis en demeure Téléperformance pour non-respect de la loi sur le devoir de vigilance des sociétés mères et entreprises donneuses d'ordre.
En mars 2021, Sherpa aux côtés d’associations de défense des droits de peuples autochtones brésiliennes et colombiennes (COIAB, CPT, FEIPA, FEPOIMT et OPIAC) ainsi que des associations internationales (Canopée, Envol Vert, FNE, Mighty Earth, Notre Affaire à Tous) a assigné en justice le groupe Casino pour manquement au devoir de vigilance. La coalition reproche à Casino de ne pas avoir pris les mesures nécessaires pour exclure de sa chaîne d’approvisionnement au Brésil et en Colombie la viande bovine liée à la déforestation illégale, à l’accaparement de terres et aux atteintes aux droits des peuples autochtones.
Le 23 mars 2022, Sherpa, Actionaid, le syndicat turc Petrol-Is et 34 salariés de la filiale turque de l'entreprise ont assigné en justice le groupe Yves Rocher. Elles reprochent à l’entreprise d’avoir manqué à ses obligations issues de la Loi relative au devoir de vigilance des sociétés mères et entreprises donneuses d'ordre en matière de liberté syndicale.

### Environnement

#### TotalEnergies
En janvier 2020, Sherpa, aux côtés de 14 collectivités territoriales, de Notre Affaire à Tous, ZEA, Eco Maires et FNE, a assigné en justice TotalEnergies pour manquement à son devoir de vigilance, afin qu’il lui soit ordonné de prendre les mesures nécessaires pour réduire drastiquement ses émissions de gaz à effet de serre afin de s’aligner avec les objectifs de l’Accord de Paris. Plusieurs collectivités ont rejoint l’action en justice, dont Paris et New-York en septembre 2022.
TotalEnergies a demandé que l’affaire soit portée devant le tribunal de commerce. Dans un arrêt rendu 18 novembre 2021, la Cour d’appel de Versailles a confirmé la compétence du tribunal judiciaire en matière de la Loi relative au devoir de vigilance des sociétés mères et entreprises donneuses d'ordre.
Le 6 juillet 2023, l'action des associations a été jugée irrecevable par le tribunal judiciaire de Paris. Le 18 juin 2024, la Cour d'appel de Paris a confirmé la recevabilité de l'action des associations. 

#### Perenco
À l’été 2019, Sherpa et les Amis de la Terre France ont engagé une action judiciaire contre la société française Perenco S.A dans le cadre des activités pétrolières déployées par le groupe en République démocratique du Congo. Via un outil juridique, l’article 145 du Code de procédure civile, elles souhaitaient obtenir plus d’informations sur les liens entre Perenco S.A. et les sociétés qui opèrent localement en RDC. Le 9 mars 2022, la Cour de cassation a tranché en faveur de Sherpa et des Amis de la Terre France. En novembre 2022, Sherpa et les Amis de la Terre France, soutenues par l’ONG Environmental Investigation Agency (EIA-US), ont assigné Perenco S.A. devant le Tribunal judiciaire de Paris afin que la société française soit condamnée à réparer les préjudices écologiques causés en RDC au titre de sa responsabilité civile.

### Lutte contre les stratégies d'influence
Sherpa se mobilise afin de lutter contre les stratégies d’influence des entreprises, en recommandant un encadrement plus strict du lobbying, en veillant à limiter le recours aux cabinets de conseils privés dans l’élaboration des politiques publiques et en formulant des recommandations générales contre l’emprise des entreprises.
Sherpa a déposé deux plaintes pour « pratiques commerciales trompeuses », contre Samsung France en 2013 et Auchan en 2015. Dans l’affaire Samsung, la mise en examen de l’entreprise a été annulée définitivement le 30 mars 2022 en raison de l’irrecevabilité des associations. Dans l’affaire Auchan, faisant suite à l’effondrement du Rana Plaza où des étiquettes de la marque In Extenso appartenant au groupe Auchan avaient été retrouvées sur les décombres, un non-lieu a été prononcé et confirmé en décembre 2022.

### Violations des droits des travailleurs et travailleuses

#### Bolloré – Socapalm
Fin 2010, Sherpa et plusieurs associations ont saisi le Point de Contact National (PCN) de l'OCDE au sujet des activités de la Socapalm – la société exploitante de palmeraies camerounaise de SOCFIN liée au groupe Bolloré – concernant des problèmes sociaux, environnementaux et fonciers dénoncés par des communautés riveraines et des travailleurs. Le 17 décembre 2010, Bolloré a exercé un droit de réponse à un article précédemment paru dans Le Monde diplomatique, dans lequel Gilles Alix, directeur général de la société Bolloré, rappelle que le Groupe Bolloré n'est qu'« actionnaire minoritaire » de la Socapalm.
La médiation du PCN de l’OCDE a abouti à la finalisation d'un plan d’action pour la Socapalm. Compte tenu de l’inexécution du plan par Bolloré, en 2019 Sherpa, aux côtés d’organisations partenaires, l’a attraite en justice pour obtenir l’exécution forcée du plan d’action. Après plusieurs années de débats sur des points de procédure remportés par les associations, le procès se poursuit.

#### Vinci - Qatar
En mars 2015, Sherpa a déposé plainte contre Vinci, pour conditions de logement et de travail indignes, travail forcé et réduction en servitude dans le cadre de ses chantiers au Qatar dont des infrastructures utilisées lors de la Coupe du monde de football 2022. Le dossier est classé sans suite en 2018. En 2019, une plainte avec constitution de partie civile, pour les mêmes motifs, est déposée par Sherpa, le Comité contre l’Esclavage moderne ainsi que des ex-employés indiens et népalais de ces chantiers. Vinci Construction Grands Projets a été mise en examen en novembre 2022 pour « obtention de la fourniture, de la part d’une personne en situation de vulnérabilité ou de dépendance, de services, avec une rétribution manifestement sans rapport avec l‘importance du travail accompli », « soumission à des conditions de travail ou d’hébergement incompatibles avec la dignité », « réduction en servitude ».
Vinci a déposé plainte pour diffamation et atteintes à la présomption d’innocence contre Sherpa à la suite de sa plainte. Sherpa a obtenu gain de cause au terme de la procédure pour atteinte à la présomption d’innocence.  À la suite d’une décision de septembre 2016, un sursis à statuer a été déposé sur la plainte pour diffamation, elle sera traitée à l’issue de l’enquête pour les faits dénoncés par Sherpa.

### Crimes internationaux et conflits armés

#### Implication de multinationales dans des conflits armés
En novembre 2016, Sherpa, aux côtés du Centre européen pour les droits constitutionnels et humains et onze anciens employés syriens de Lafarge, a déposé plainte contre Lafarge, sa filiale syrienne et ses anciens dirigeants. Lafarge, par le biais de sa filiale syrienne, est accusée d’avoir versé jusqu’à 13 millions d’euros à divers groupes armés, dont l’État islamique, pour permettre le maintien des activités de la cimenterie de Jalabiya, en Syrie. Lafarge SA a été mise en examen en juin 2018 pour complicité de crimes contre l’humanité, financement d’entreprise terroriste, violation d’un embargo et mise en danger de la vie des salariés syriens  Plusieurs de ses ex-dirigeants ont également été mis en examen au cours de l’année 2017. L’association Sherpa a joué un rôle clé pour porter cette affaire devant la justice française .
En juin 2017, Sherpa, le Collectif des parties civiles pour le Rwanda et Ibuka France ont déposé plainte contre BNP Paribas pour complicité de génocide, de crimes de guerre et de crimes contre l'humanité. Alors que le génocide des Tutsis était en cours, BNP Paribas aurait accepté d’effectuer un transfert de fonds qui aurait permis l’achat d’armes par le pouvoir. Une information judiciaire a été ouverte en août 2017.
Sherpa a également interpellé en 2020 Voltalia sur ses relations avec une entreprise liée à la junte birmane. L’entreprise a annoncé en mars 2021 la cessation de ses activités en Birmanie.
En juin 2022, Sherpa a déposé plainte avec Mwatana for Human Rights et le Centre européen pour les droits constitutionnels et les droits de l’homme contre Dassault Aviation, Thales et MBDA France, pour complicité de crimes de guerre et complicité de crimes contre l'humanité dans le cadre de la guerre au Yémen. En novembre 2019, Sherpa avait rejoint avec plusieurs partenaires un recours devant le Conseil d’État visant à obtenir la suspension des exportations d’armes françaises vers les pays impliqués dans la guerre au Yémen. Le 27 janvier 2023 le Conseil d’'État a rejeté le recours.

#### Crimes internationaux dans l’industrie de l’habillement
En avril 2021, Sherpa a déposé plainte avec le Collectif Éthique sur l’étiquette, l’Institut Ouïghour d’Europe et une femme ouïghoure, contre Inditex, Uniqlo, SMCP et Skechers pour recel de travail forcé et recel de crimes contre l’humanité. Les plaignants reprochent à ces entreprises de commercialiser des produits qui seraient fabriqués en totalité, ou en partie, dans des usines où des Ouïghours seraient soumis au travail forcé. La justice française a ouvert en juin 2021 une enquête pour « recel de crimes contre l’humanité ». Le Parquet national anti-terroriste a classé la plainte en avril 2023. En mai 2023, Sherpa, le collectif Éthique sur l’étiquette, l’Institut ouïgour d’Europe et une Ouïgoure ont déposé une nouvelle plainte avec constitution de partie civile contre Inditex, Uniqlo, SMCP et Skechers. La plainte vise les infractions de recel de quatre crimes – crimes contre l’humanité, génocide, réduction en servitude aggravée et traite des êtres humains en bande organisée.

## Financement de l'association
Sherpa fonctionne à partir de subventions provenant essentiellement de fondations privées, françaises et internationales. L’association est notamment soutenue par la Fondation Charles Léopold Meyer pour le Progrès de l’Homme, ainsi que par Open Society Foundations, Humanity United, Ford Foundation, Freedom Fund, Olin Ggmbh, File Foundation, Wellsprings, Aurora Trust et Bay and Paul Foundation. Sherpa reçoit également des dons de particuliers.